# Queen's Royal Lancers

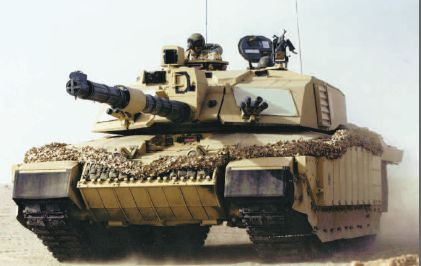
Challenger 2 du Queen’s Royal Lancers en démonstration au Nottinghamshire Yeomanry Museum.

Le régiment de cavalerie The Queen’s Royal Lancers est une unité de la British Army dissoute en 2015.

## Organisation
En 2005, le Quartier-général du régiment est à Grantham en Angleterre. L'unité est stationné dans le Yorkshire du Nord.
Après avoir équipé de chars de combat Challenger 2; The Queen’s Royal Lancers est depuis 2005 un régiment de reconnaissance blindée, faisant partie de la 19th Light Brigade.

## Historique
Il est créé le 26 juin 1993 par la fusion de deux régiments de Lanciers :
- 16th/5th Queen’s Royal Lancers
- 17th/21st Lancers.

Ces derniers ont vu le jour le 11 avril 1922 par la fusion de différents régiments :
- le 16th/5th Queen’s Royal Lancers grâce à l'union des régiments suivants :
  - 16th The Queen’s Lancers
  - 5th Royal Irish Lancers.

- le 17th/21st Lancers grâce à l’amalgame des deux régiments suivants :
  - 17th Lancers (Duke of Cambridge’s)
  - 21st Royal Lancers (Empress of India’s).

Le 2 mai 2015, il est amalgamé au 9th/12th Royal Lancers pour former le Royal Lancers (en).